# Dupo
Dupo es una villa ubicada en el condado de St. Clair en el estado estadounidense de Illinois. En el Censo de 2010 tenía una población de 4138 habitantes y una densidad poblacional de 361,39 personas por km².

## Geografía
Dupo se encuentra ubicada en las coordenadas 38°31′5″N 90°12′30″O / 38.51806, -90.20833. Según la Oficina del Censo de los Estados Unidos, Dupo tiene una superficie total de 11.45 km², de la cual 11.45 km² corresponden a tierra firme y (0%) 0 km² es agua.

## Demografía
Según el censo de 2010, había 4138 personas residiendo en Dupo. La densidad de población era de 361,39 hab./km². De los 4138 habitantes, Dupo estaba compuesto por el 94.95% blancos, el 2.3% eran afroamericanos, el 0.39% eran amerindios, el 0.29% eran asiáticos, el 0% eran isleños del Pacífico, el 0.27% eran de otras razas y el 1.81% pertenecían a dos o más razas. Del total de la población el 1.38% eran hispanos o latinos de cualquier raza.